# Sant Esteve de Vilaramó
Sant Esteve de Vilaramó és una església del municipi de Gaià (Bages) inclosa en l'Inventari del Patrimoni Arquitectònic de Catalunya.

## Descripció
L'església de Sant Esteve de la Vall de Vilaramó és una construcció romànica força modificada. D'una sola nau. Al mur de ponent hi ha una porta amb l'arquivolta. L'absis ha desaparegut. Adossada a la casa veïna, i modificada per la construcció posterior d'un campanar, l'església de Sant Esteve conserva però els seus elements bàsics d'estructura romànica. La porta amb ferramenta romànica d'aquesta església es conserva a la casa de la Vall de Vilaramó, degut al seu estat lamentable de conservació.